# Walter Schmidthässler
Walter Schmidthässler, né le 1er juillet 1864 à Leipzig et mort le 4 décembre 1923  à Berlin, est un réalisateur allemand. Il est le réalisateur d'une centaine de films.

## Filmographie sélective
- 1913 : Das silberne Kreuz (de)
- 1914 : Das Treue deutsche Herz
- 1915 : Im Feuer der Schiffskanonen
- 1916 :  Welker Lorbeer
- 1916 : Das Wunder der Madonna (de)
- 1916 : Der Trödler von Prag (de)
- 1918 : Das Eskimobaby (de)
- 1918 : Die Rose der Wildnis (de)
- 1918 : Das Gift der Medici (de)
- 1918 : Der Wahn ist kurz (de)
- 1918 : Liebesopfer
- 1918 : Edelwild (de)
- 1919 : Mysterien der Venus